# Густина заряду
Густина́ електри́чного заря́ду (англ. electric charge density) — характеристика неперервного розподілу електричного заряду в просторі, яка визначається як заряд, що припадає на одиницю об'єму.
{\displaystyle \rho =\lim _{\Delta V\rightarrow 0}{\frac {\Delta q}{\Delta V}}},
де {\displaystyle \Delta q} — це електричний заряд у певному об'ємі {\displaystyle \Delta V}.

## Позначення та одиниці вимірювання
Здебільшого густина заряду позначається грецькою літерою ρ.
У системі SI густина заряду вимірюється в кулонах на метр кубічний — Кл/м3.

## Поверхневі заряди й лінійні заряди
У випадку, коли заряд розподілений на поверхні, наприклад на поверхні провідника, вводять поверхневу густину електричного заряду. Густина поверхневого заряду здебільшого позначається грецькою літерою σ, й означається, як заряд на одиницю площі
{\displaystyle \sigma =\lim _{\Delta S\rightarrow 0}{\frac {\Delta q}{\Delta S}}},
де {\displaystyle \Delta q} — це заряд на певній площі {\displaystyle \Delta S}.
У випадку одномірного розподілу заряду вздовж дротини, аналогічним чином вводиться лінійна густина електричного заряду α.
{\displaystyle \alpha =\lim _{\Delta l\rightarrow 0}{\frac {\Delta q}{\Delta l}}},

## Зв'язок із густиною струму
Швидкість зміни густини електричного заряду з часом зв'язана із густиною електричного струму рівнянням неперервності
{\displaystyle {\frac {\partial \rho }{\partial t}}+{\text{div}}\;\mathbf {j} =0}.